# 步兵第57联队
步兵第57联队是大日本帝国的一个陆军联队，成立于1905年，在1945年解散。

## 沿革
1905年8月8日，步兵第57联队成立，先属第15师团 (日本陆军)，然后被划分给第1师团。1936年4月30日，57联队驻守在满洲里齐齐哈尔，1937年参加了在天津、张家口、长城的战斗。从1937年到1944年，57联队一直在中国战场，1944年被调到太平洋战场与美军作战，在与美军的战斗中伤亡惨重。1945年8月18日，57联队在菲律宾宿雾向美军投降。